# PehuenSat–1
PehuenSat–1 argentin teszt űreszköz, rádióamatőröket támogató műhold, nanoműhold.

## Küldetés
Elősegíteni Argentína rádióamatőreinek informális kapcsolatát.

## Jellemzői
Tervezte a National University of Comahue. Gyártó és üzemeltető az AMSAT. Társműholdjai: SRE–1 (India); LAPAN-TubSat (Indonézia); Cartosat-2 (India).
Megnevezései: PehuénSat-1; NanoPehuenSat–1; PO-63 (Pehuensat-OSCAR); Pehuensat-OSCAR 63 (Orbiting Satellite Carrying Amateur Radio); OSCAR-63; COSPAR: 2007-001D; SATCAT kódja: 29712.
2007. január 10-én a Satish Dhawan űrközpontból egy PSLV (C7) hordozórakétával állították alacsony Föld körüli pályára (LEO = Low-Earth Orbit). Az orbitális pályája 97,48 perces, 97,92 fokos hajlásszögű, elliptikus pálya perigeuma 636 kilométer, az apogeuma 640 kilométer volt.
Formája téglatest, méretei 0,342 × 0,249 × 0,067 méter. Tömege 6 kilogramm. Föld körüli utazó sebessége 25 000 kilométer/óra. Az űreszköz egyik felületét napelemek (3 W) borították, éjszakai (földárnyék) energia ellátását újratölthető nikkel-kadmium akkumulátorok biztosították (6V). Az összeköttetést körsugárzó antennával biztosítja.